# Gordonia lasianthus
Gordonia lasianthus là một loài thực vật có hoa trong họ Theaceae. Loài này được (L.) Ellis mô tả khoa học đầu tiên năm 1770.

## Hình ảnh

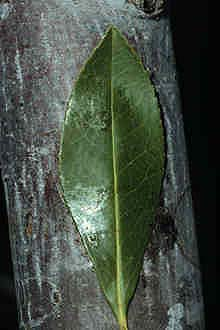
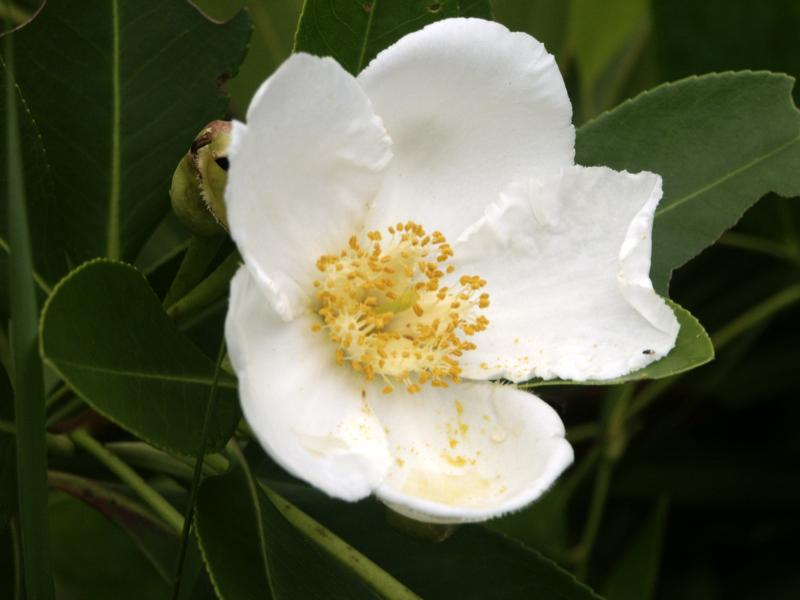
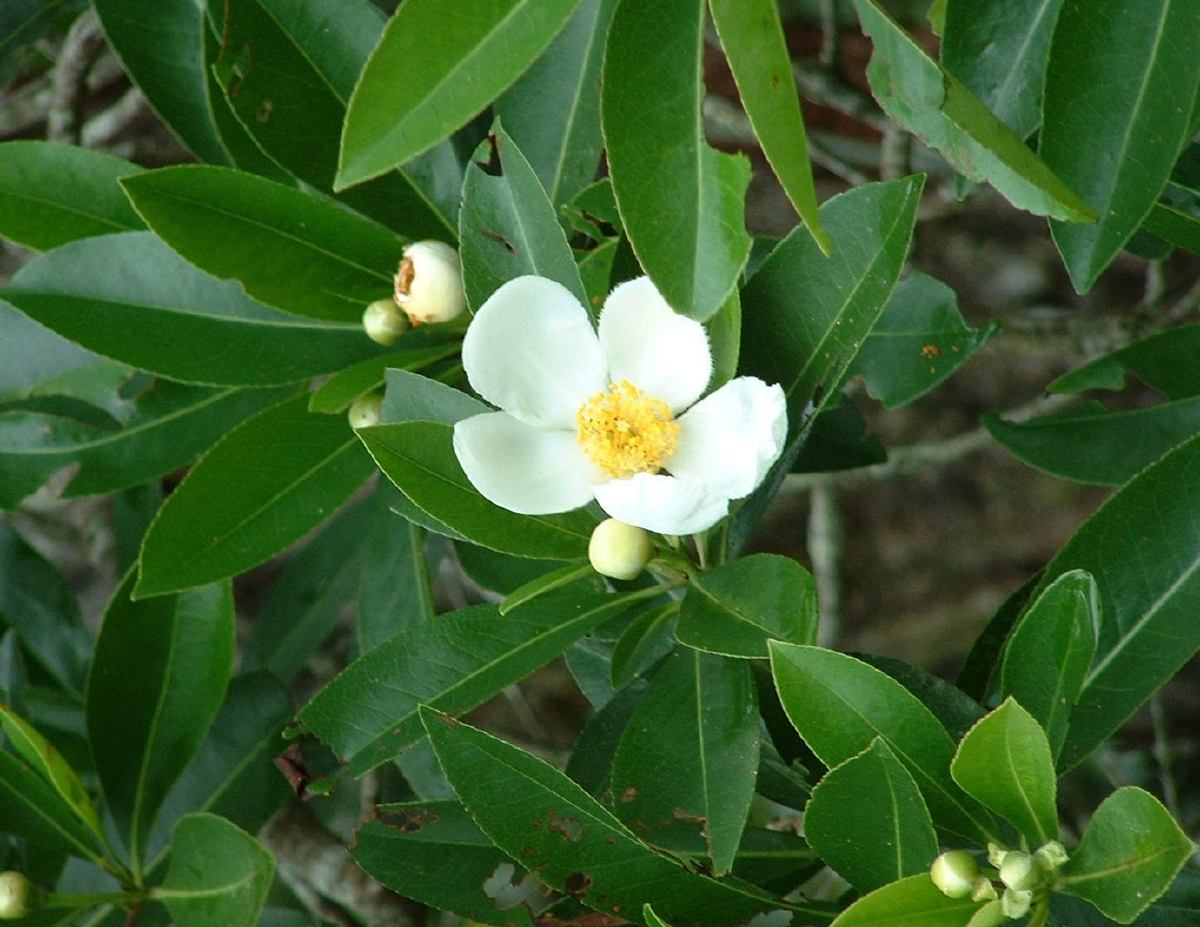
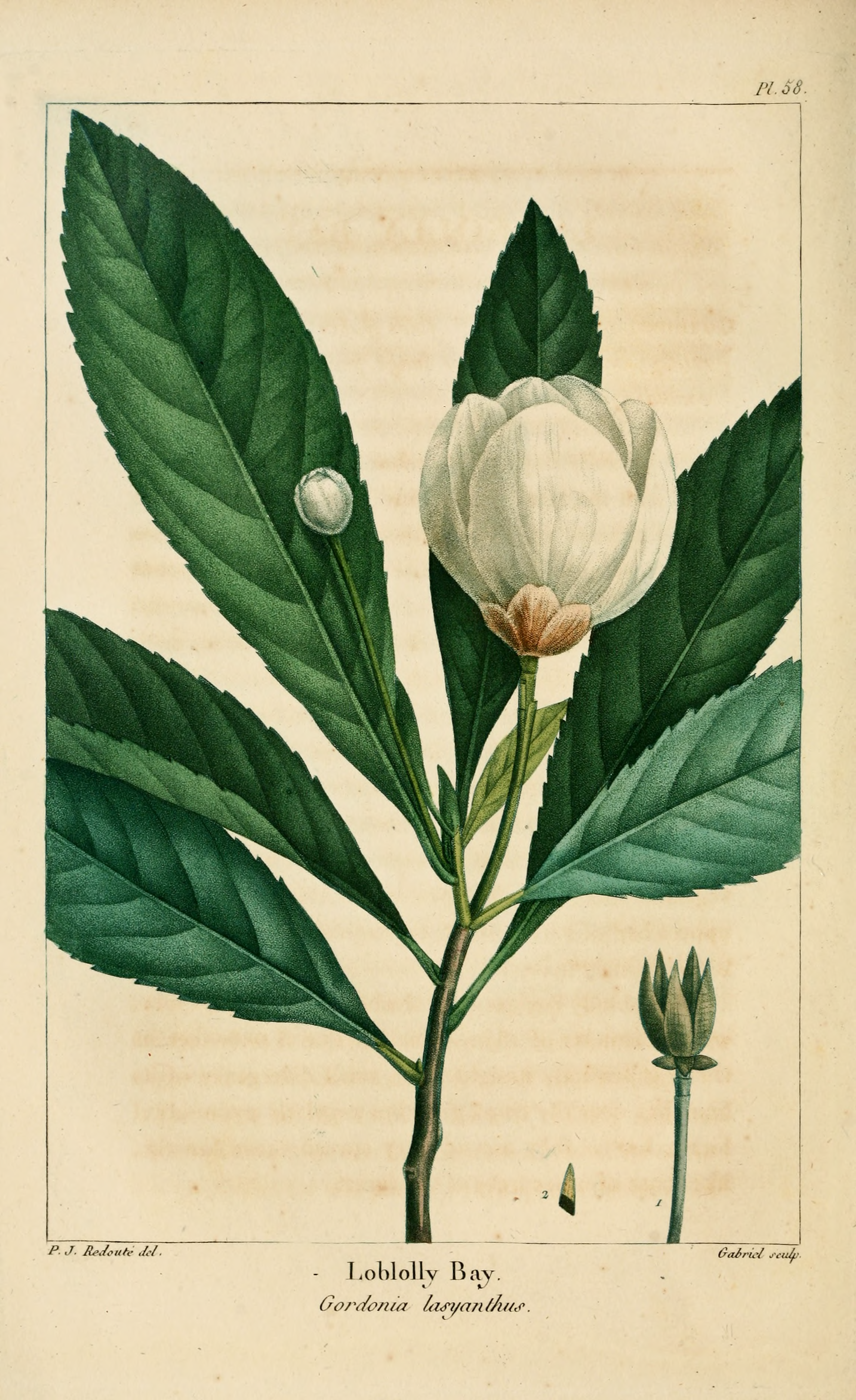